# Makatuki Polutele
Pour les articles homonymes, voir Polutele.
Pas d'image ? Cliquez ici

a Compétitions nationales et continentales officielles uniquement.

b Matchs officiels uniquement.
Dernière mise à jour le 21 mai 2025.
Makatuki Polutele, né le 15 février 1996 à Nouméa, est un joueur français de rugby à XV évoluant au poste de troisième ligne centre ou de deuxième ligne.

## Biographie
Originaire de Wallis-et-Futuna, Polutele naît en Nouvelle-Calédonie, à Nouméa. Pratiquant le rugby à XV depuis ses 14 ans, il est formé au sein des clubs de l'Association des écoles de rugby de Nouvelle-Calédonie et de l'Olympique de Nouméa,. Repéré par un dénicheur de talent, il se dirige à 17 ans vers la métropole afin d'intégrer les équipes de jeunes de l'Aviron bayonnais
Polutele se rapproche de l'équipe première à partir de la saison 2014-2015 en signant un contrat espoir. Il participe cette année à des stages de préparation au Centre national du rugby avec l'équipe de France des moins de 19 ans, portant à cette occasion le maillot national en match officiel. Il dispute son premier match professionnel le 9 décembre 2016 dans le cadre du Challenge européen. La saison suivante, alors que le club bayonnais est relégué en Pro D2 et que plusieurs joueurs à son poste sont indisponibles, il prend part à quelques rencontres de championnat, inscrivant par la même occasion son premier essai au niveau professionnel.
À l'intersaison 2019, il rejoint l'équipe première de l'Union sportive dacquoise voisine évoluant alors en Fédérale 1, signant un contrat de deux années.
Non prolongé, il reste en Nationale en rejoignant le SO Chambéry.
Il est recruté à la fin de la saison 2021-2022 par l'USON Nevers, pensionnaire de Pro D2. Après une première saison convaincante, les deux suivantes sont entrecoupées par des blessures. Son parcours sous le maillot nivernais prend fin à l'issue de la saison 2024-2025, libéré de sa dernière année de contrat.
Polutele rejoint par la suite le Rugby Club Orléans, pensionnaire de Nationale 2.

## Palmarès
- Championnat de France de 2e division :
  - Champion : 2019 avec l'Aviron bayonnais.